# Tandsbyn
Tandsbyn ist eine Ortschaft (tätort) in der schwedischen Gemeinde Östersund, die zur Provinz Jämtlands län gehört. Der Ort liegt etwa 16 km südlich von Östersund zwischen den Seen Locknesjön und Näkten.
Der Ort besitzt einen Bahnhof an der Inlandsbahn und liegt an der Europastraße 45. In Tandsbyn gibt einige Industriebetriebe wie Tandsbyn AB oder Husqvarna AB.